# کوین داوسون (بازیکن فوتبال، زاده ۱۹۹۲)
کوین امیلیانو داوسون بلانکو (انگلیسی: Kevin Emiliano Dawson Blanco؛ زادهٔ ۸ فوریهٔ ۱۹۹۲) بازیکن فوتبال اهل اروگوئه است که در پست دروازه‌بان برای باشگاه فوتبال پنیارول بازی می‌کند.
از باشگاه‌هایی که در آن بازی کرده‌است می‌توان به باشگاه فوتبال ناسیونال اروگوئه اشاره کرد.